# Palamedes

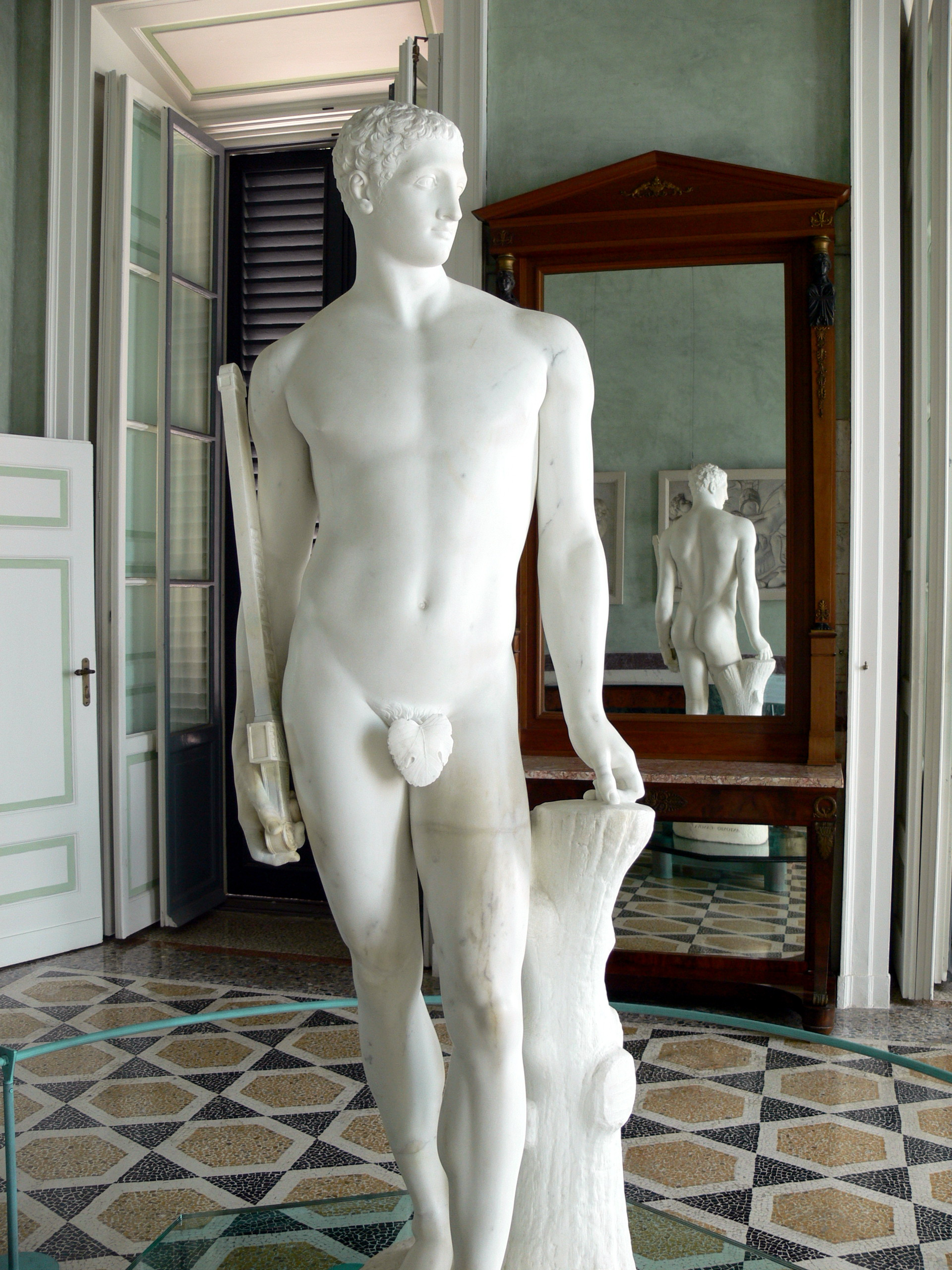
Palamedesstaty av Antonio Canova.

Palamedes är en grekisk sagohjälte som deltog i Trojanska kriget. Han var son till Nauplios och Klymene samt bror till Oiax.
Han avslöjade Odysseus, då denne låtsade sig vara vansinnig för att inte behöva delta i tåget mot Troja. Odysseus hämnades genom att få honom dömd och avrättad för förräderi. Han dödades under ett fiskafänge av Odysseus och Diomedes. I Sokrates försvarstal är Palamedes ett exempel på en orättvist dömd.
Palamedes ses som en personifiering av den feniciska kulturen och tillskrevs uppfinningen av bokstäverna, talen och astronomin.